# Slavkov (okres Opava)
Slavkov (německy Schlakau, polsky Sławków) je obec v okrese Opava v Moravskoslezském kraji. Žije zde přibližně 2 100 obyvatel a katastrální území obce má rozlohu 1105 ha.
V těsném sousedství (souvislá zástavba podél silnice I/46) leží statutární město Opava, dvanáct kilometrů východně město Kravaře, osmnáct kilometrů jihozápadně město Vítkov a 21 kilometrů severozápadně město Krnov.

## Historie
První písemná zmínka o obci pochází z roku 1224, kdy král Přemysl Otakar I. daroval Slavkov městu Opavě a postoupil ho mílovému právu tohoto města. V darovací listině je obec uvedena jako "Zlawicova Wes" a na listině je podepsán Bohuslav, syn Slávkův. Nejdéle vlastnil obec rod Fulštějnů, z jejichž erbu byl převzat i současný znak obce. 

## Obyvatelstvo
| Rok            | 1869  | 1880  | 1890  | 1900  | 1910  | 1921  | 1930  | 1950  | 1961  | 1970  | 1980  | 1991  | 2001  | 2011  | 2021  |
| -------------- | ----- | ----- | ----- | ----- | ----- | ----- | ----- | ----- | ----- | ----- | ----- | ----- | ----- | ----- | ----- |
| Počet obyvatel | 1 006 | 1 021 | 1 098 | 1 087 | 1 122 | 1 107 | 1 295 | 1 055 | 1 231 | 1 177 | 1 388 | 1 544 | 1 639 | 1 826 | 2 033 |
| Počet domů     | 141   | 184   | 146   | 151   | 159   | 161   | 214   | 224   | 240   | 252   | 318   | 415   | 439   | 506   | 605   |

## Obecní správa

### Členění obce
Obec má jedno katastrální území – Slavkov u Opavy, a člení se na dvě základní sídelní jednotky: Latarna a Slavkov.

### Obecní symboly
Znak a vlajka byly obci uděleny rozhodnutím předsedy Poslanecké sněmovny Parlamentu České republiky dne 26. dubna 1996.

## Pamětihodnosti
- Zámek Slavkov
- Kostel sv. Anny
- Pískovcová socha sv. Jana Nepomuckého
- Kaple sv. Barbory [9]
- Přírodní rezervace Hvozdnice
- Přírodní památka Otická sopka

## Slavní rodáci
- Bohumír Bocian (1913–2002), malíř, čestný občan Slavkova